# Michel Bras
Michel Bras (* 4. November 1946 in Gabriac, Département Aveyron) ist ein französischer Koch. Bras ist einer der einflussreichsten Köche Frankreichs und gilt als ungewöhnlich kreativ. Er ist bekannt für die Verwendung von heimischen Pflanzen und Blüten.

## Leben

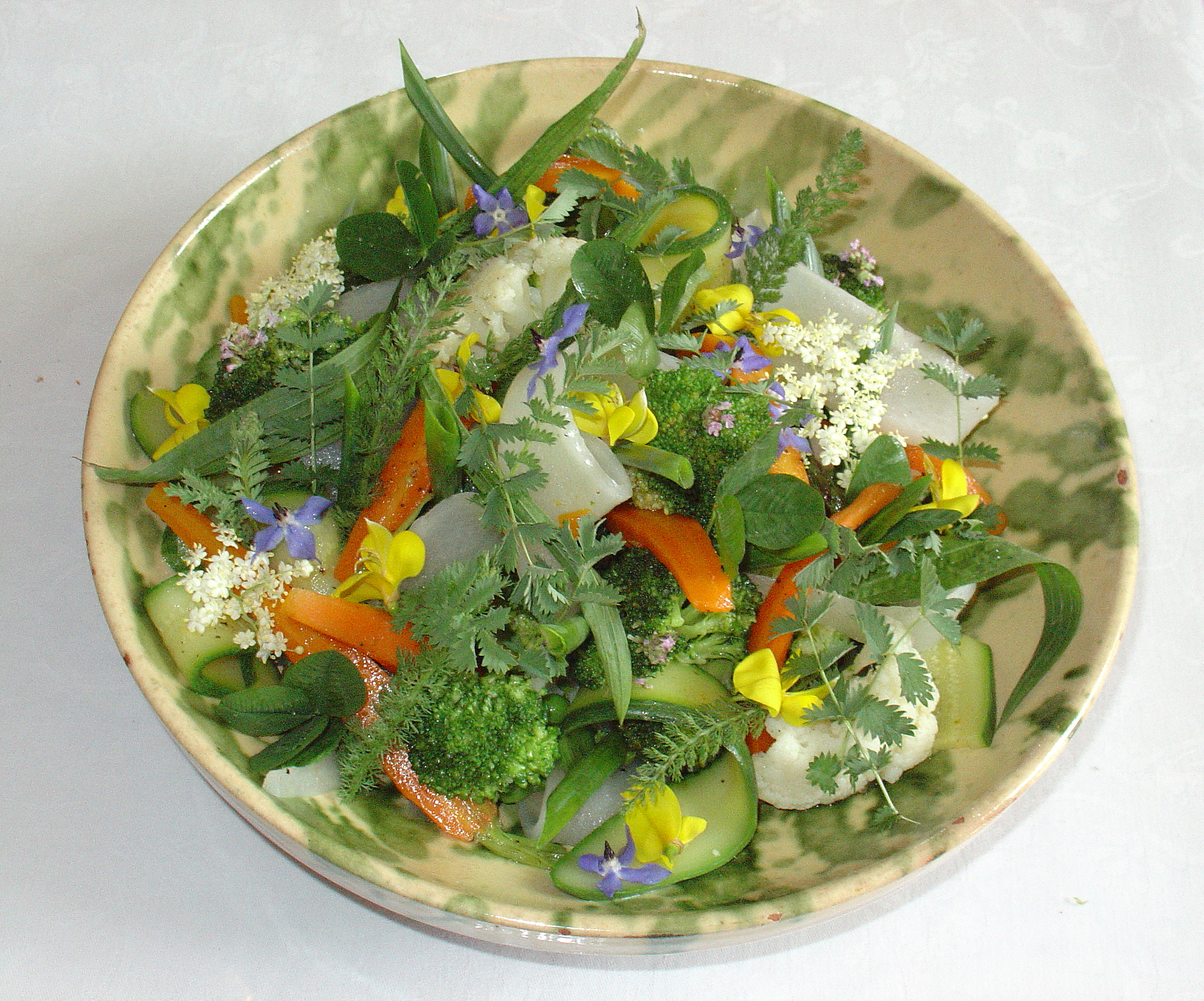
Gemüseteller „Gargouillou“ von Michel Bras

Bras ist der Sohn des Hufschmieds Marcel (1921–2016) und Angèle Bras, der Wirtin einer Auberge in Laguiole. Er ist weitgehend Autodidakt  und brachte sich die kulinarischen Techniken auf eine „eher wissenschaftliche“ Weise bei. 1992 eröffnete er mit seiner Frau Ginette sein modernes Restaurant Le Suquet  nahe dem südfranzösischen Laguiole mit Panoramablick auf das Hochplateau von Aubrac. Es wurde ab 1999 mit drei Michelin-Sternen ausgezeichnet. Das britische Gourmetmagazin „Restaurant“ wählte Le Suquet im Jahre 2009 zum siebtbesten Restaurant der Welt. Le Suquet  bezeichnet im Südfranzösischen einen Hügel als auch ein katalanisches Fischgericht.
2009 übergab Michel Bras das Restaurant an seinen Sohn Sébastien (* 1971). Regisseur Paul Lacoste porträtierte den Generationenwechsel im Dokumentarfilm Entre Les Bras (2011). Michel Bras arbeitet weiterhin täglich im Restaurant.
Neben seinen Blüten- und Gemüsegerichten gilt Bras auch als der Erfinder der verwischten Suppen- und Püreekleckse, die einem Gericht weitere Geschmacksnoten zufügen. Ein 1981 von ihm kreiertes und oft kopiertes Gericht ist das Dessert Coulant au chocolat, ein Kuchen mit warmer, flüssiger Schokoladenfüllung.
In seiner Freizeit betreibt er seit seinem 18. Lebensjahr Laufsport, ein weiteres Hobby ist das Fotografieren. Bras führt stets ein Notizheft mit sich, um darin neue Ideen festzuhalten.
Im September 2017 gab Sébastian Bras bekannt, er werde in Absprache mit seiner Familie künftig bewusst auf Michelin-Sterne verzichten. Die drei Sterne bedeuten auf Dauer zu viel „Druck“, daher wolle er „freier“ sein. Der Verzicht auf die höchste Auszeichnung wurde als ein „Paukenschlag in der Gourmetszene“ bezeichnet, da es laut Michelin bislang „beispiellos“ und „einmalig“ sei, danach weder das Angebot zu verändern noch das Haus zu schließen, sondern einfach weiterzumachen. „Der Guide ist nicht für Köche gemacht, sondern für Kunden“, erklärte Guide Michelin. In seiner Ausgabe für 2019 ignorierte Michelin den Wunsch der Familie Bras und führte das Restaurant wieder mit zwei Sternen auf. Sébastien Bras reagierte „skeptisch“ auf die „widersprüchliche Entscheidung“ des Guide Michelin.

### Japan
Michel Bras und sein Sohn Sébastien eröffneten 2002 ein zweites Restaurant namens Michel Bras Toya Japon im Windsor Hotel Toya Resort & Spa auf Hokkaidō in Japan. 2016 hatte es der Guide Michelin  mit zwei Sternen ausgezeichnet. Sie fliegen jeden November nach Japan, um dort die Küchenbrigade in ihre neuen Gerichte einzuweisen. Während der Wintersaison bleibt das Restaurant ab November für fünf Monate geschlossen.
In einer Kooperation mit dem japanischen Messerhersteller KAI entwarf 2008 der Hufschmied-Sohn Bras HighTech-Messer für die Haute Cuisine.

### Brasserien
Bras entwickelte danach das Konzept einer schnellen, preiswerten und guten Küche mit regionalen Spezialitäten und bietet es in mehreren Brasserien an. Im Ende Mai 2014 eröffneten Musée Soulages in Rodez, das den Werken des abstrakten Malers Pierre Soulages gewidmet ist, gibt es für die Besucher und für Passanten im Restaurant kleine Gerichte und in einem Café Süßspeisen. Die Küche leitet Sébastien Bras' Schwager Christophe Chaillou.
Er eröffnete zwei kulinarisch anspruchsvolle Schnellrestaurants namens MiWaM in der Gourmetmetropole Lyon, eines im Stadtteil Villeurbanne und eines in Lyon-Part-Dieu. Die Zutaten bestehen aus ökologisch angebautem Gemüse und Vollkorn-Getreide aus der Region, die Snacks sind vitamin- und proteinreich, fettarm und würzig.
Auf dem Rastplatz Brocuéjouls an der A75 mit Blick auf das Viadukt von Millau liegt die Brasserie Espace Gourmand. Eine Spezialität des Hauses sind konische Waffeln, „Capucins“ genannt nach den spitz zulaufenden Kapuzen am Habit der Kapuziner. Bras entwickelte dafür eigens ein kegelförmigen Waffeleisen, dessen Waffeln dort mit vielen kulinarischen Varianten gefüllt werden. Küchenchef ist Michel Bras' Bruder André.

## Auszeichnungen
- 1987: Gault-Millau erteilt ihm 19 von 20 Punkten.
- 1988: Gault-Millau erteilt ihm 19,5 von 20 Punkten.[5]
- 1999: Drei Sterne im Guide Michelin.
- 2016: Platz 1 der besten Köche nach einer Umfrage bei über 500 Sterneköchen von der Zeitschrift Le Chef [33]

## Publikationen
- Petits festins et desserts. Éditions du Rouergue, collection Carnets de Michel Bras, Rodez 2005, ISBN 2-84156-661-7.
- Bras: Laguiole, Aubrac, France. [Recettes de Michel Bras et Sébastien Bras], Éditions du Rouergue, Rodez 2002, ISBN 2-84156-350-2.
- Les desserts. Éditions du Rouergue, collection Carnets de Michel Bras, Rodez 1993, ISBN 2-905209-76-3.

## Filme
- Square für Künstler. Carte Blanche für Michel Bras. (OT: Square Artiste. Carte blanche à Michel Bras.) Dokumentarfilm, Frankreich, 2016, 26:14 Min., Buch und Regie: Michel Bras und Béatrice Augereau, Produktion: arte France, Reihe: Square für Künstler, Erstsendung: 26. Oktober 2016 bei arte, Inhaltsangabe von arte, (Memento vom 30. Oktober 2016 im Internet Archive), online-Video von arte, aufrufbar bis zum 11. Oktober 2045. 
 Hommage von Michel Bras an den Landwirt und Lokalpolitiker André Valadier, der entscheidend für den Erhalt der Bergregion des Aubrac mit einer naturnahen Landwirtschaft verantwortlich ist.

- 360° – Geo-Reportage. Aubrac: Kühe, Käse, Kerle! Dokumentarfilm, Deutschland, 2013, 52:27 Min., Buch und Regie: Maja Dielhenn, Produktion: MedienKontor, arte, Geo, Reihe: 360° – Geo Reportage, Folge 375, Erstsendung: 30. November 2013 bei arte, Inhaltsangabe mit Filmausschnitt von Geo; u. a. mit Michel und Sébastien Bras bei der Kräutersuche und in der Küche.

- Entre Les Bras – La cuisine en héritage. (Alternativtitel: Entre Les Bras – 3 Sterne. 2 Generationen. 1 Küche. / Step up to the plate.) Dokumentarfilm, Frankreich, 2011, 90 Min., Buch und Regie: Paul Lacoste, Produktion: Everybody on the Deck, deutscher Kinostart: 9. August 2012, Inhaltsangabe (Memento vom 20. September 2016 im Internet Archive), mit Filmausschnitt von mindjazz.

- Inventing Cuisine: Michel Bras. (Alternativtitel: L'invention de la cuisine: Michel Bras.) Dokumentarfilm, Frankreich, 2008, 52 Min., Buch und Regie: Paul Lacoste, Produktion: La Huit, Cuisine TV, TV5 Monde, Inhaltsangabe mit Vorschau von La Huit.